# Arundinella rupestris
Arundinella rupestris är en gräsart som beskrevs av Aimée Antoinette Camus. Arundinella rupestris ingår i släktet Arundinella och familjen gräs. Inga underarter finns listade i Catalogue of Life.